# Кадыров, Наиль Ахметович
Наи́ль Ахме́тович Кады́ров (26 августа 1961, Ленинград) — советский и российский бас-гитарист, гитарист, автор песен. Участник групп «Почта», «Зоопарк», «Трилистник», «Последний Шанс», «Оазис Ю», «Вермишель Оркестра», «Айсберг», «Разные люди», «Кафе», «Фёдор Чистяков».
Осенью 1981 года, вернувшись из армии, начал совместные выступления с другом Сергеем Васильевым. Первоначально репертуар безымянной группы составляли песни Сергея Васильева, однако, со временем начал сочинять и Наиль Кадыров.
Осенью 1984 года, когда они решили прослушаться в Ленинградский рок-клуб, на старой папке, в которой Сергей принёс свои тексты, было написано «Почта». Так появилось название группы.
Играл с Виктором Цоем и Майком ряд квартирных концертов. Приглашался в группу «Кино» в качестве постоянного участника. В итоге попал в «Зоопарк» Майка Науменко.
Играл и записывался с Юрием Морозовым, в группе Алексея Рыбина «Айсберг», группой «Дочь Монро и Кеннеди», Женей Глюкк и её «группой прикрытия», «Разными Людьми».
В декабре 2000 Андрей Тропилло записал его первый соло-альбом детских песен «Коноплянка».
В 2006 году совместно с Юрием Николаевым (барабаны) присоединился к группе «Puttin’ On The Beatles Style», а с 2010 года играет в группе «Shaggy Train».
С августа 2019 года входит в обновленный состав группы «Гарин и Гиперболоиды».